# Ernemont-sur-Buchy

Ernemont-sur-Buchy este o comună în departamentul Seine-Maritime, Franța. În 1 ianuarie 2022 avea o populație de 293 de locuitori.